# Cymbidium woodlandense
Cymbidium woodlandense är en orkidéart som beskrevs av Auct.. Cymbidium woodlandense ingår i släktet Cymbidium, och familjen orkidéer.
Artens utbredningsområde är Burma. Inga underarter finns listade i Catalogue of Life.